# Хузино
Ху́зино — посёлок в Шелеховском районе Иркутской области России. Входит в Подкаменнское муниципальное образование.

## География
Расположено по восточной стороне Култукского тракта (участок Иркутск — Култук федеральной автодороги Р258 «Байкал»), в 56 км к юго-западу от районного центра, города Шелехов, и к юго-западу: в 1,5 км от станции Глубокая (в посёлке Глубокая) и в 27 км (по автодороге) от центра сельского поселения — посёлка Подкаменная.
Через посёлок проходит железнодорожная линия Транссибирской магистрали. Западнее Хузино находится исток речки Большая Глубокая, впадающей в Иркут по правому берегу в 13 км к северо-западу от посёлка.

## Население
| 2002 | 2010 | 2011 | 2012 |
| ---- | ---- | ---- | ---- |
| 19   | ↘11  | →11  | ↘9   |

По данным Всероссийской переписи, в 2010 году в посёлке проживало 11 человек (6 мужчин и 5 женщин).